# Cephalosphen acromelas
Cephalosphen acromelas är en tvåvingeart som först beskrevs av Leander Czerny 1932.  Cephalosphen acromelas ingår i släktet Cephalosphen och familjen skridflugor. Inga underarter finns listade i Catalogue of Life.